# Amilcare Ponchielli
Amilcare Ponchielli (Paderno Fasolaro, 31 agosto 1834 – Milano, 16 gennaio 1886) è stato un compositore e direttore di banda italiano.

## Biografia
Nato a Paderno, un piccolo paese in provincia di Cremona, secondogenito, dopo la sorella Angela Caterina, morta dopo soli quattro giorni di vita, di Giovanni Maria Ponchielli e Caterina Mora, gestori di un negozio di beni di monopolio, Ponchielli ebbe la prima istruzione musicale dal padre, organista e maestro di scuola. A soli nove anni, prima dell'età consentita, superò il difficile esame di ammissione al Regio Conservatorio di Milano, dove ebbe tra i suoi insegnanti Antonio Angeleri, Pietro Ray, Felice Frasi, Alberto Mazzucato e Lauro Rossi. Conseguì il diploma nel 1854 con il massimo dei voti. Successivamente ricevette l'incarico di maestro sostituto al teatro Concordia di Cremona e divenne organista della chiesa di Sant'Imerio. Nel frattempo compose le sue prime opere grazie all'aiuto finanziario del sellaio Bortolo Piatti.
I suoi primi esperimenti teatrali - I promessi sposi (1856), tratta dal romanzo di Alessandro Manzoni, La Savoiarda (1861) e Roderico, Re dei Goti (1863) - ricevettero un'accoglienza tiepida e Ponchielli si adattò a ricoprire il posto di direttore delle bande civiche delle città di Piacenza e di Cremona. Nel 1865, benché primo in graduatoria, non ottenne la cattedra di contrappunto al Conservatorio di Milano, assegnata a Franco Faccio. Si aprì quindi per il compositore cremonese un periodo di incertezza e profonda amarezza in cui sembrò anche affievolirsi la spinta creativa.

Amilcare Ponchielli

Tuttavia nel 1872 una nuova versione de I Promessi Sposi, il cui libretto era stato drasticamente riveduto da Emilio Praga, ebbe un esito felicissimo al Teatro Dal Verme di Milano, inaugurando un fruttuoso rapporto professionale con l'editore Ricordi che gli commissionò subito una nuova opera: I Lituani. Il lavoro procedette lentamente e l'autore, sempre pieno di dubbi e ripensamenti, sembrò volerne ritardare la conclusione dedicandosi alla composizione del balletto Le due gemelle e dello scherzo comico in un atto Il Parlatore Eterno. Finalmente portata a termine, I Lituani ebbe alla Scala, sotto la direzione di Faccio, un notevole successo.
Iniziò per Ponchielli una stagione aurea: sposatosi con la cantante Teresina Brambilla, prima interprete della nuova versione de I promessi sposi, si trasferì a Milano e si dedicò con rinnovata lena alla sua attività creativa, anche se il carattere estremamente introverso e insicuro lo portava continuamente a ripensamenti e fasi di depressione. Nel 1876 debuttò alla Scala la sua Gioconda, su libretto di Arrigo Boito (firmato con lo pseudonimo Tobia Gorrio), l'opera destinata a grande successo, soprattutto dopo una serie di rifacimenti, anche grazie alla celebre Danza delle ore, l'azione coreografica collocata nell'atto III.
Alla crescente fama come compositore si accompagnarono due riconoscimenti ufficiali: la cattedra di composizione presso il Conservatorio di Milano, dove Ponchielli ebbe tra i suoi allievi Giacomo Puccini, Pietro Mascagni, Marco Enrico Bossi, Giovanni Tebaldini, Ettore Pozzoli e Giulio Buzenac, e la nomina a Maestro di Cappella della Basilica di S. Maria Maggiore in Bergamo. L'attività creatrice di Ponchielli sembrò tuttavia ad un punto critico, come attestano i molti progetti non portati a termine (come le opere Olga e I Mori di Valenza).
Gli pesava inoltre la responsabilità di trovarsi alla testa dell'Italia musicale, in un momento in cui l'ormai anziano Giuseppe Verdi sembrava aver esaurito i suoi fuochi creativi. In questo particolare spirito nacquero i due ultimi capolavori teatrali: Il figliuol prodigo (1880), che ebbe pieno successo alla Scala ma che in seguito uscì dai repertori dei teatri, e Marion Delorme (1885), accolta con favore del pubblico ma non dalla critica e ripresentata in una nuova versione lo stesso anno al Teatro Grande di Brescia.
Nel 1880, il compositore decide di erigere una villa, oggi denominata Villa Ponchielli, a Lecco, precisamente nel rione di Maggianico, all'epoca luogo di villeggiatura frequentato da molti esponenti della scapigliatura. A progettare la residenza è l'architetto Attilio Bolla, il quale si era occupato anche dell'attigua Villa Brasilia, di proprietà del compositore Carlos Gomes.
Nel dicembre di quell'anno, mentre si trovava a Piacenza per un allestimento della Gioconda con protagonista sua moglie Teresina, da poco incinta della terzogenita Amilcarina, Ponchielli fu colto da un attacco di broncopolmonite. Immediato il ritorno a Milano, ma il viaggio in treno in carrozze non riscaldate aggravò la malattia. Morì il 16 gennaio 1886 a cinquantuno anni. È tumulato nella Cripta del Famedio del Cimitero Monumentale di Milano.

## La personalità artistica
Ponchielli partecipò alla sfida avviata in Italia dal confronto con l'opera europea proponendo un genere di melodramma basato sul canto, secondo il modello italiano, ma al contempo capace di metabolizzare gli influssi della musica francese e tedesca, operistica e strumentale. La sua cantabilità appassionata e la sua ricca tavolozza orchestrale hanno contribuito in misura decisiva allo sviluppo del melodramma romantico, gettando le basi per la successiva Giovane Scuola di Puccini, Mascagni, Leoncavallo, Giordano e Cilea.

## La fortuna

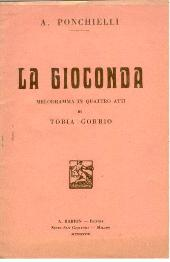
Il libretto del La Gioconda, pubblicato in versione popolare dall'editore Madella

Ignorato per quasi vent'anni, fino al successo dell'ultima versione dei Promessi sposi, poi assurto all'improvviso al rango di primo compositore d'Italia, Ponchielli fu altrettanto rapidamente relegato ai margini della storia della musica dopo l'avvento dell'opera verista. Unica opera a restare in repertorio fu La Gioconda, grazie al favore che il pubblico continuò a tributarle. La rivalutazione critica è tuttavia iniziata da alcuni decenni, sia pure in sordina. La recente esecuzione in forma di concerto, a Montpellier, e la successiva incisione di Marion Delorme hanno rappresentato eventi importanti nelle direzione di questa riscoperta.

## Composizioni

### Melodrammi

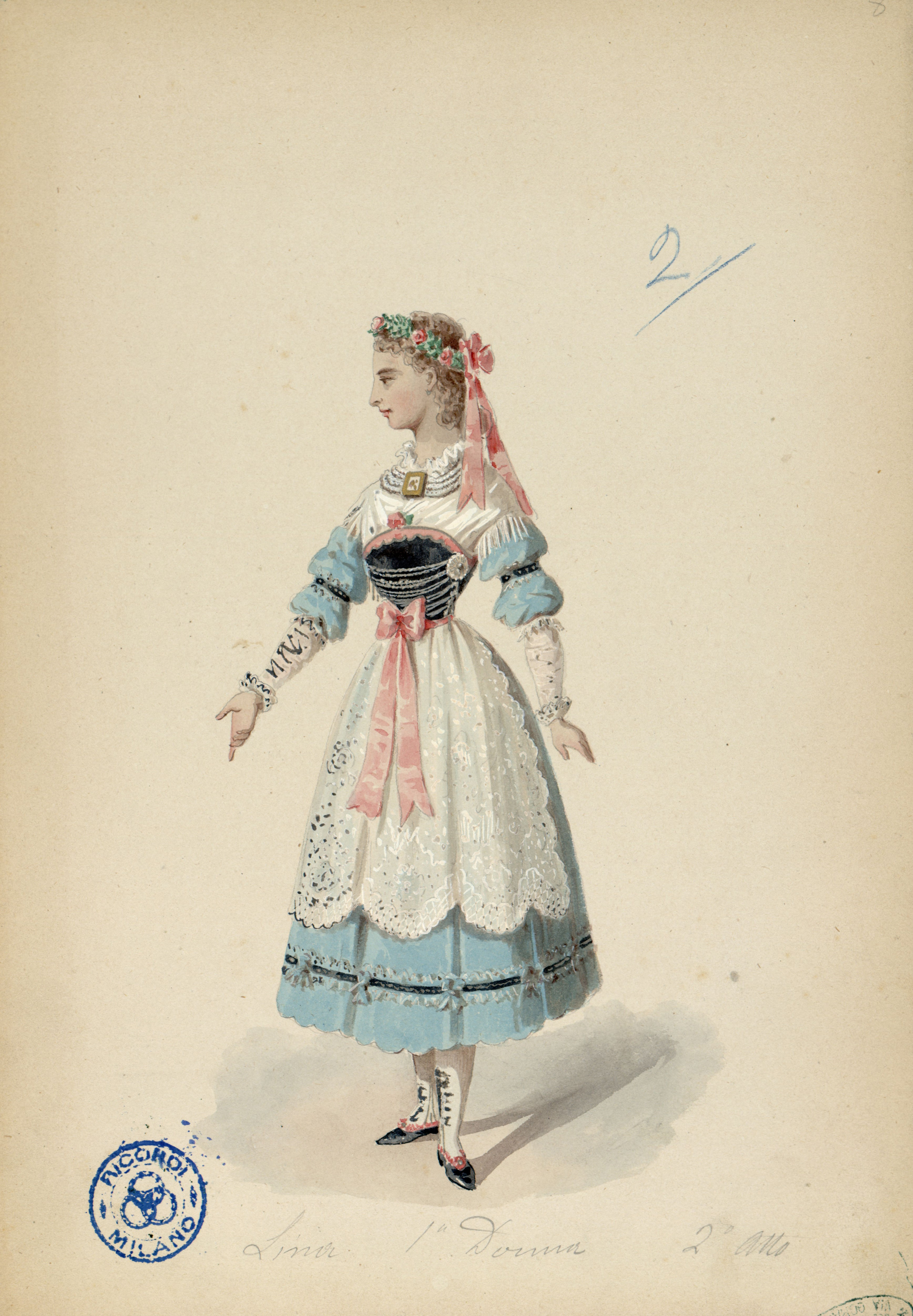
Lina (soprano), figurino per Lina atto 2 (1877).
Archivio Storico Ricordi

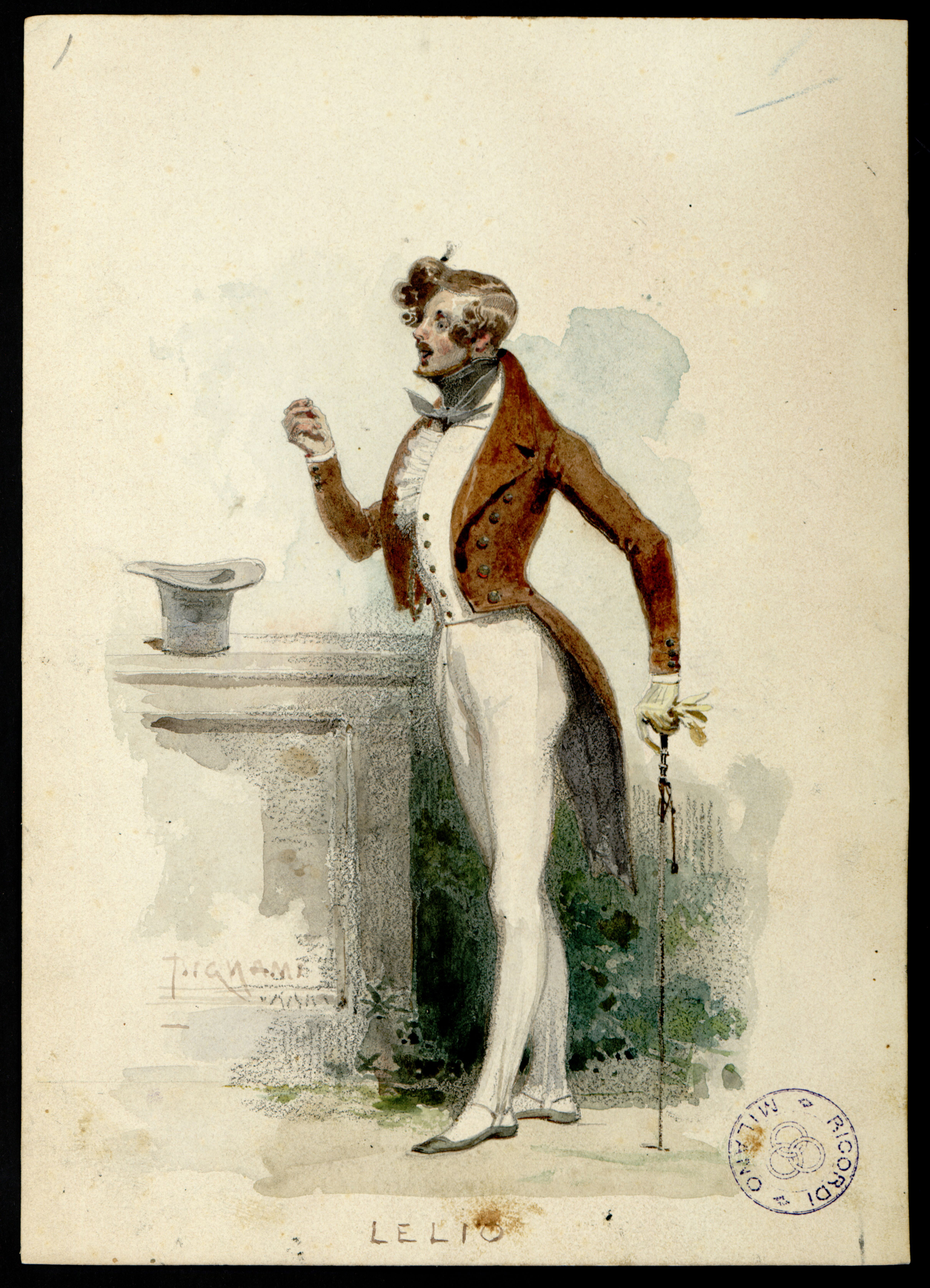
Lelio, figurino per Il parlatore eterno (1873).
Archivio Storico Ricordi

- Il sindaco babbeo, Milano, Conservatorio, marzo 1851 (composta in collaborazione con altri studenti, perduta)
- I promessi sposi (op. 2), Cremona, Teatro Concordia, 30 agosto 1856; ultima versione Milano, Teatro Dal Verme, 4 dicembre 1872
- Bertrando dal Bormio (op. 3), 1858 (incompleta)
- La Savoiarda (op. 4), Cremona, Teatro Concordia, 19 gennaio 1861
  - seconda versione, intitolata Lina (op. 4a), Milano, Teatro Dal Verme, 17 novembre 1877
- Roderico, re dei Goti, Piacenza, Teatro Municipale, 26 dicembre 1863
- La vergine di Kermo (op. 5), Cremona, Teatro Concordia, 16 febbraio 1870 (scritta in collaborazione con altri dieci compositori)
- Il parlatore eterno (op. 6), Lecco, Teatro Sociale, 18 ottobre 1873
- I Lituani (op. 7), Milano, Teatro alla Scala, 7 marzo 1874; seconda versione, Milano, Teatro alla Scala, 6 marzo 1875
- La Gioconda (op. 9), Milano, Teatro alla Scala, 8 aprile 1876; ultima versione, Milano, Teatro alla Scala, 12 febbraio 1880
- Il figliuol prodigo (op. 10), Milano, Teatro alla scala, 26 dicembre 1880
- Marion Delorme (op. 11), Milano, Teatro alla Scala, 17 marzo 1885; seconda versione, Brescia, Teatro Grande, 9 agosto 1885

#### Melodrammi incompiuti

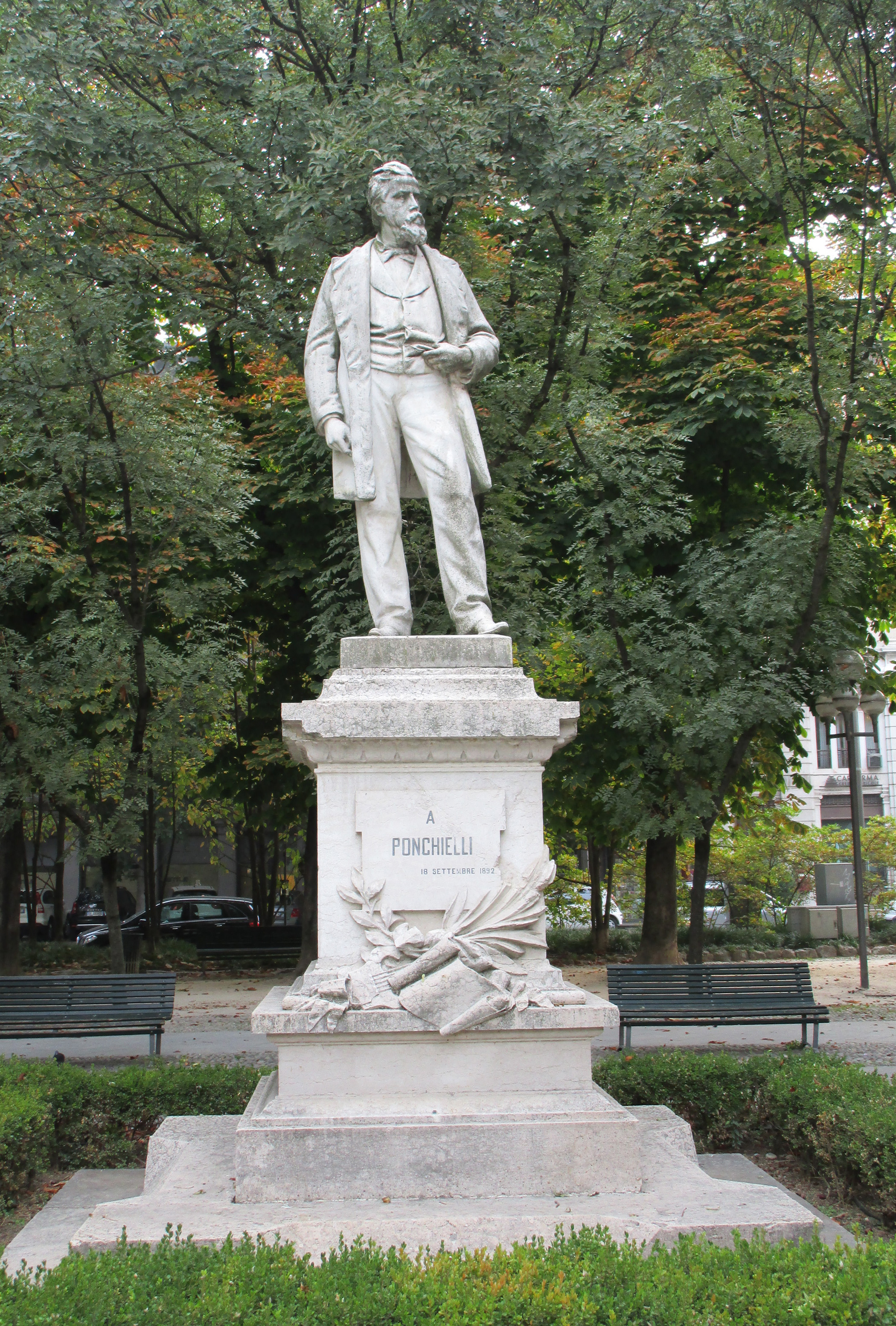
Monumento marmoreo a Ponchielli nei Giardini Pubblici Giovanni Paolo II, di Cremona.

- I Mori di Valenza (op. 8 - rappresentata nel 1914 postuma nella Salle Garnier del Théâtre du Casino di Montecarlo, dramma lirico in 4 atti (revisionato da Annibale Ponchielli e completato da Arturo Cadore), libretto di Antonio Ghislanzoni (da Eugène Scribe: "Piquillo Alliaga")
- Olga, su libretto di Carlo D'Ormeville

### Balletti
- La Grisetta (op. 14), Cremona, Teatro Concordia, 2 o 3 febbraio 1865
- Orsowa ossia il genio della montagna (op. 15), Cremona, Teatro Concordia, 10 febbraio 1871
- Le due gemelle (op. 16), Milano, Teatro alla Scala, 4 febbraio 1873
- Clarina, Milano, Teatro alla Scala, 7 settembre 1873 (perduto)

### Cantate
- La Tirolese (op. 103), inno di lode al Signore per coro a sette voci e orchestra, 1850-4
- La Prigione del Bargello (op. 102), per coro di voci maschili (tenori e bassi) e pianoforte, 5 agosto 1854 (per il diploma di composizione)
- L'Italia e Dante, per voci e orchestra, Cremona, Teatro Concordia, 4 giugno 1865 (perduta)
- A Gaetano Donizetti (op. 12), per voci e orchestra, Bergamo, Teatro Ricciardi, 13 settembre 1875
- Come noi che siam bambini, inno per l'Esposizione nazionale del 1881, per 2 voci, violino e pianoforte, Milano, Giardini Pubblici, 5 maggio 1881
- Cantata per il monumento ad Alessandro Manzoni, Milano, Teatro alla Scala, 22 maggio 1883
- Cantata per papa Gregorio VII (op. 13), per tenore, basso, coro e orchestra, Bergamo, Palazzo Cittadella, 14 dicembre 1885

### Composizioni per coro
- All'opra all'opra (op. 196), per coro di ragazzi, violino e pianoforte (s. d. - opera attribuita a Ponchielli)
- La sera (op. 104), cataplasma per voci di bambini e pianoforte (s. d.)
- L'aura mistica del cielo (op. 28), per coro di soprani a tre voci, organo o fisarmonica (s. d.)
- Sega sega il legnajuolo (op. 194), per coro di soprani e ragazzi con accompagnamento di pianoforte

### Musica da camera
- Capriccio per oboe e pianoforte (op. 80)
- La povera per canto e pianoforte.

### Musica sacra
- Messa per la chiesa di S. Ilario di Cremona (perduta, tranne il Credo, trasferito nella messa del 1882)
- Messa per solisti, coro e orchestra (op. 20), Bergamo, Basilica di S. Maria Maggiore, 25 dicembre 1882

### Musica per banda
- Concerto per tromba e banda (op. 123)
- Il Convegno - Divertimento a due clarinetti e banda (Op. 76)
- Concerto per flicorno basso e banda (op. 155)
- Milano - Gran Marcia da concerto (op. 174)

### Musica per pianoforte
- Un bacio in più (op.86), 1865
- T'amerò sempre (op.87), 1866
- La staffetta di Gambalò (op.88), 1881
- Elegia funebre in onore di Felice Frasi (op.89), 1881
- Tutti ebbri (op.90), 1882
- Gavotte Proudée (op.91), 1884
- Elegia (op.92)
- Notturno in La bemolle maggiore (op.93)
- Il primo affetto (op.94)
- Amicizia (op.95), 1873
- Piccoli pezzi per cembalo (op.96)
- Romanza (op.97)
- Saltarella (op.98), 1860

### Varie
- Maometto (op. 1), scene d'opera su libretto di Felice Romani, 1850-54 ca.
- Pezzi per organo, Turris Editrice, Cremona 1999, su win.organieorganisti.it.
- Sinfonia nr.1 e 2, opere giovanili "dell'allievo A.Ponchielli" - in possesso del M° Silvano Frontalini come anche Elegia per grande orchestra sinfonica e Gavotte e poudrée-

## Fonti
Un'importante risorsa di informazioni sulla vita e la produzione artistica di Ponchielli è costituita dal Museo Ponchielliano di Paderno Ponchielli, a pochi chilometri da Cremona.
La cremonese Banda civica musicale di Soncino ha curato molte trascrizioni inedite sino a produrre due CD contenenti esclusivamente musica per banda scritta da Ponchielli, sotto la direzione di Luca Valenti.